# Eugène Mathieu
Pour les articles homonymes, voir Mathieu.
Jean-Baptiste Eugène Mathieu, dit Eugène Mathieu Père, né le 27 octobre 1820  à Paris 2e et décédé le 4 décembre 1899 à Paris 18e, est un compositeur, chef d’orchestre et éditeur de musique français.

## Biographie
Éditeur de musique à Paris (1857-1898), il était surtout connu comme chef d'orchestre de bals et soirées. On lui doit des polkas, des mazurkas, des quadrilles, des scottish, des scènes pour voix, des valses, etc. Son titre le plus célèbre reste La Fille invisible, opéra composée avec Louis Boïeldieu en 1854.
Son fils, Charles, Eugène Mathieu, dit Eugène Mathieu Fils (1842-1907), pianiste, prendra sa suite comme éditeur de musique.